# Alto Capibaribe (tiểu vùng)
Alto Capibaribe là một tiểu vùng thuộc bang Pernambuco, Brasil. Tiều vùng này có diện tích 1783 km², dân số năm 2007 là 212365 người.